# Surorile Qiao

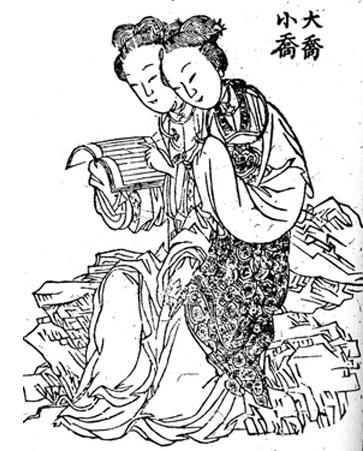
Stampă din timpul dinastiei Qing cu cele două surori, Da Qiao și Xiao Qiao.

Surorile Qiao din Jiangdong  au fost două surori din familia Qiao, de la sfârșitul dinastiei Han de Est a Chinei. Numele lor nu au fost înregistrate în istorie; abia mai târziu, ele sunt menționate simplu ca Da Qiao (literalmente " Qiao cea mare") și Xiao Qiao (literalmente "Qiao mai mică"). Ei erau fost din ținutul Wan (皖縣), prefectura Lujiang (廬江郡), care este în prezent Anqing, Anhui. Da Qiao s-a căsătorit cu comandantul militar Sun Ce, care a întemeiat statul Wu de Est în perioada celor Trei Regate; Xiao Qiao s-a căsătorit cu Zhou Yu, un general care a servit sub Sun Ce și mai târziu sub succesorul lui, Sun Quan. Sun Ce i-a spus în glumă lui Zhou Yu: "Bătrânul Qiao și cele două fiice ale sale se vânturau pe aici, așa că sunt sigur acum că este bucuros ca noi să fim ginerii săi."

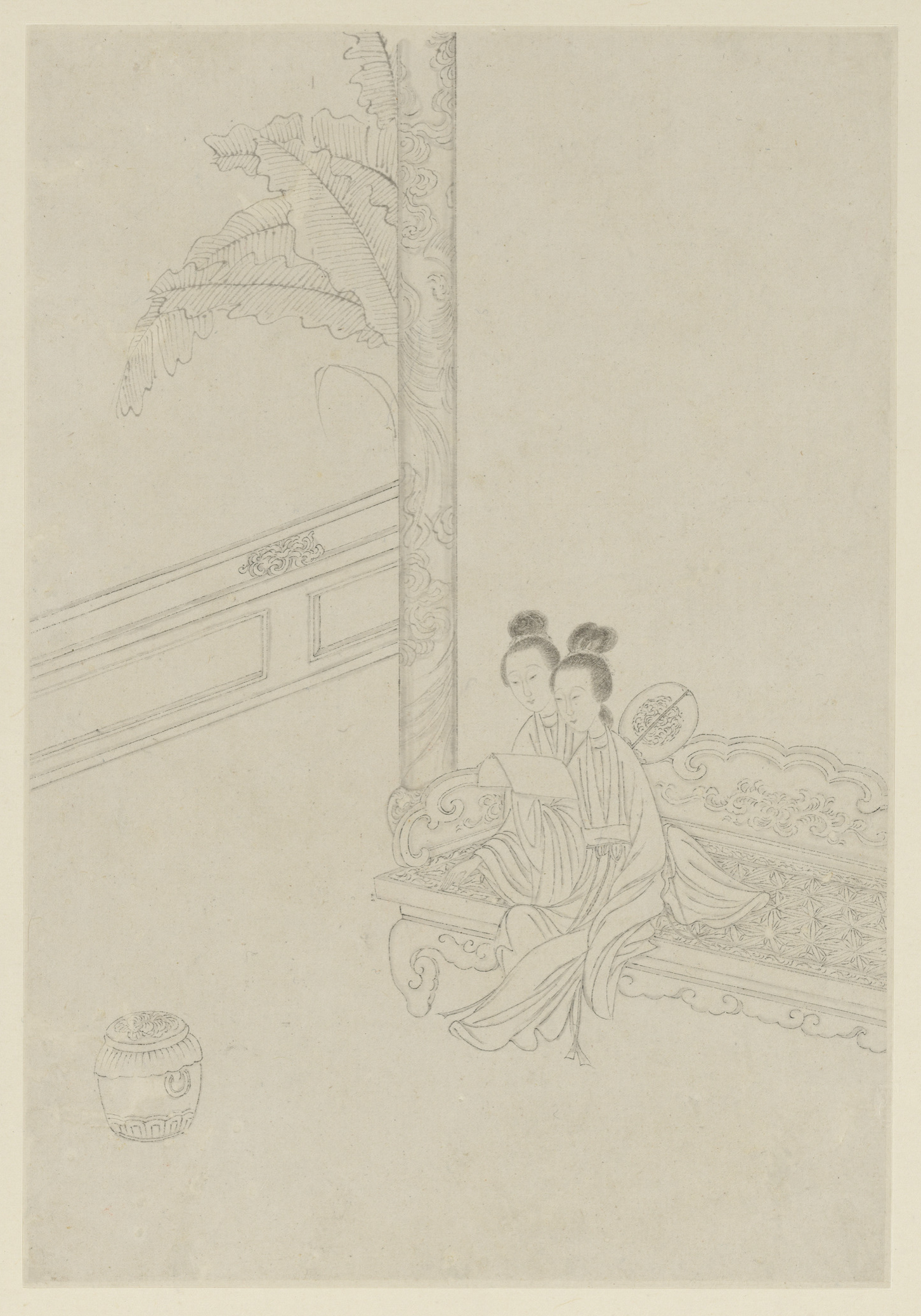
1799 - Femei celebre - artist Gai Qi (改琦), 1773–1828; sunt reprezentate surorile Qiao (Cele Două Qiao: 二喬) citind împreună

## ÎnRomanul cavaleresc al celor Trei Regate
Surorile Qiao sunt prezentate ca personaje în Romanul cavaleresc al celor Trei Regate, care romanțează evenimentele istorice dinainte și din timpul celor Trei Regate. În roman, caracterul chinezesc pentru "Qiao" în numele lor, 橋/桥, este înlocuit cu 喬/乔.
În roman, surorile Qiao sunt fiicele unui anumit Qiao Guolao (喬國老; literal " Veteranul Qiao al statului"), eventual, referindu-se la Qiao Xuan. În biografia lui Zhou Yu, Cronici ale celor Trei Regate din secolul 3, nu este numele tatălui surorilor Qiao, menționat doar ca Qiao Gong (橋公; literal "Veteranul Qiao" sau "Domnul Qiao"). Din punct de vedere istoric, Qiao Xuan a murit în 184, , în timp ce surorile Qiao s-au căsătorit cu Sun Ce și Zhou Yu în jurul anului 199, așa că nu este posibil ca Qiao Xuan să mai fi fost în viață atunci când au avut loc căsătoriile. Prin urmare, este foarte puțin probabil ca Qiao Xuan să fi fost "Qiao Gong".
În Capitolul 44 al romanului, Zhuge Liang i-a spus lui Zhou Yu , despre dorința lui Cao Cao de a le avea pe amândouă Qiao pentru el însuși, lucru evident în "Oda de pe Tava Vrabiei de Bronz " (銅雀臺賦), un poem scris de Cao Cao, fiul lui Cao Zhi. Înfuriat, Zhou Yu se hotărăște să-l convingă pe Sun Quan să se alieze cu Liu Bei împotriva lui Cao Cao. (A se vedeaLista de povești fictive  în Povestea celor Trei Regate - misiunea lui Zhuge Liang la Jiangdong - pentru detalii.)

## În cultura populară
Surorile Qiao sunt prezentate ca personaje în jocurile video Dinastia Războinicilor și Dinastia Orochi ale lui Koei. Animeurile Koihime Musō și Ikki Tousen fac trimiteri la Da Qiao și Xiao Qiao, numele sub care acestea sunt cunoscute în japoneză – Daikyō și Shōkyō.
Supermodelul taiwanez Lin Chi-ling a jucat în rolul lui Xiao Qiao în filmul chinezesc de război Red Cliff, regizat de John Woo. În film, infatuarea lui Cao Cao față de Xiao Qiao este motivul conflictului. Actrița chineză Huang Yi a jucat-o pe Xiao Qiao, în Doar o altă cutie a Pandorei, o parodie a filmului  Red Cliff.

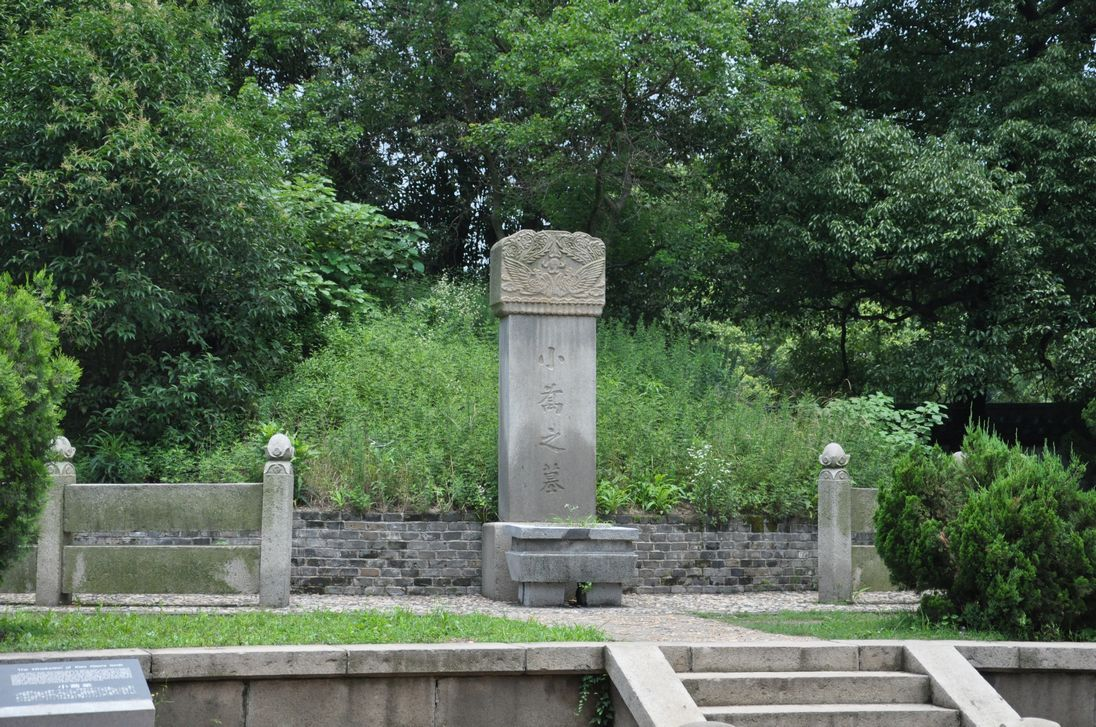
Presupusul mormânt al surorii Qiao mai tinere în Yueyang, Hunan, China.